# Rafael Palomar
Rafael Palomar, né le 19 juillet 1951, est un ancien joueur mexicain de basket-ball.